# Epharmottomena funesta
Epharmottomena funesta är en fjärilsart som beskrevs av Brandt 1939. Epharmottomena funesta ingår i släktet Epharmottomena och familjen nattflyn. Inga underarter finns listade i Catalogue of Life.